# حادثة الحمدانية
تشير حادثة الحمدانية إلى الاختطاف المزعوم والقتل اللاحق لرجل عراقي على يد مشاة البحرية الأمريكية في 26 أبريل / نيسان 2006 في الحمدانية، قرية صغيرة غربي بغداد بالقرب من أبو غريب. أسفر تحقيق أجرته دائرة التحقيقات الجنائية البحرية عن اتهامات بالقتل والاختطاف واقتحام المنازل والسرقة وعرقلة سير العدالة والتآمر المرتبطة بالتستر المزعوم على الحادث. وأجبروا على إسقاط العديد من التهم عن المتهمين. والمتهمون هم سبعة من مشاة البحرية ورجل في سلاح البحرية. اعتبارًا من فبراير 2007، تفاوض خمسة من المتهمين على التماسات لتهم أقل تتعلق بالاختطاف والتآمر أو أقل، ووافقوا على الشهادة في هذه المحاكمات. واجه مشاة البحرية الإضافية من الكتيبة نفسها تهماً أقل بالاعتداء المتعلقة باستخدام القوة البدنية أثناء استجواب المتمردين المشتبه بهم، ولكن هذه التهم أُسقطت.

## إطلاق نار غير قانوني
لا تزال الجثة العراقية مجهولة الهوية لكن محامي الدفاع عن مشاة البحرية أثناء المحاكمة طعنوا في ذلك، مشيرين إلى أن الضحية كان في الواقع هاشم جواد، وهو مقاتل مشتبه به وابن عم الهدف المقصود لمشاة البحرية، صالح جواد. رُوجعت التهم الموجهة إلى مشاة البحرية لتحديد الضحية فقط على أنه «عراقي مجهول». وفقًا للشهادة التي حُصِل عليها بموجب اتفاقيات الإقرار المختلفة، زُعم أن مشاة البحرية اختطفوا رجلاً عراقيًا وقتلوه بعد نصف ساعة، ووضعوا بندقية أيه كيه-47 ومجرفة بجانب جسده على طول الطريق، ثم زوروا تقرير رسمي بالحادث يؤكد أنه أصيب برصاصة بينما كان يحفر حفرة لقنبلة مزروعة على جانب الطريق. في مقابلة على تلفاز ABC، أوضح عضو الكونجرس جون بي مورثا أن «بعض مشاة البحرية أخرجوا شخصًا من المنزل، ووضعوه بجوار عبوة ناسفة، وأطلقوا بعض قذائف بندقية أيه كيه-47 حتى يكون لديهم خراطيش هناك. ثم حاول التستر على ذلك».
وفقًا للجيران في حوالي الساعة 2:00 صباح يوم 26 أبريل، قصف جنود المارينز باب أحد منازل القرية مطالبين بالتفتيش. سألوا الساكن، وهو ابن عم الضحية المزعوم، إذا كان بحوزته أي أسلحة. كان بحوزته بندقية أيه كيه-47 (يُسمح لكل عائلة في العراق ببندقية واحدة). أخذوا البندقية وكذلك المجرفة أمام المنزل، على حد قوله. في منزل العراقي المعني، اقتحم المارينز المنزل بينما كان الضحية نائما وأخذوه من المنزل، ولم يفتشوا منزله بعد ذلك. ثم قام مشاة البحرية بتقييد يدي الرجل باستخدام قيود بلاستيكية وأجبروه على السير مسافة إلى موقع الكمين. بمجرد وصولهم إلى موقع الكمين، قيد جنود مشاة البحرية (لم يكن التشريح نهائيًا ولم يتمكنوا من التحقق من ذلك) قدم الرجل ووضعوه في حفرة من انفجار عبوة ناسفة قديمة. ثم ركض جنود مشاة البحرية عائدين إلى المنطقة التي كان يقف فيها الأعضاء الآخرون في فرقتهم وأطلقوا النار على الرجل في حفرة العبوة الناسفة. بينما كان بعض المارينز يطلقون النار عليه ببنادقهم، كان أعضاء آخرون من الفرقة يطلقون النار على بندقية أيه كيه-47 المسروقة في الهواء لجعل الأمر يبدو وكأن معركة بالأسلحة النارية كانت تحدث. بعد مقتل الرجل العراقي، قام جنود المارينز بنثر نحاس بندقية أيه كيه-47 المُنفَق بجانب الجثة، وأزالوا القيود البلاستيكية، ووضعوا بندقية أيه كيه-47 بجانب الجثة.
في صباح اليوم التالي أحضرت الشرطة المحلية جثة إلى الجيران للتعرف عليها قائلة إنه قتل على يد الأمريكيين. تعرف أفراد الأسرة على الرجل وأُرسلت الجثة من قبل الشرطة العراقية إلى المستشفى المحلي. كان وجه الضحية منتفخًا لدرجة يصعب معها التعرف عليه وقد أصيب بطلق ناري في فمه. حسب روايات أخرى فقد أُطلقت النار عليه أربع مرات في وجهه. لم يُعلن عن نتائج تشريح الجثة الرسمية — حتى وقت جلسات الاستماع بموجب المادة 32 لجودكا — وماجينكالدا.

## التهم والتحقيق

### تهم القتل والخطف
وُضع أفراد مشاة البحرية المشاركة، أعضاء من سرية كيلو، الكتيبة الثالثة، المارينز الخامسة ("3/5")، الفرقة البحرية الأولى، في الحجز بمعسكر بندلتون بانتظار اتهامات محتملة. وأشارت تقارير صحفية إلى أنه من غير المعتاد وضع مشاة البحرية في العميد قبل توجيه التهم مما يشير إلى قلق السلطات من اعتبار الرجال خطرا على الطيران. بموجب القانون العسكري، قد يواجه المتهمون عقوبة الإعدام. أعيد هؤلاء المارينز من العراق دون أي قيود وتوقفوا على طول طريق العودة إلى كامب بندلتون. كانوا أحرارًا في التجول في معسكر بندلتون عند وصولهم وحتى اليوم التالي ولم يقم أي منهم بأي محاولة للفرار. ثم وضعوا في الأغلال والسلاسل وأخذوا إلى العميد.
في 21 يونيو 2006 أفادت خدمات أنباء رويترز أن سلاح مشاة البحرية الأمريكية أعلن عن اتهامات بالقتل ضد سبعة من مشاة البحرية ورجل في أحد المستشفيات البحرية: العريف مارشال إل. وكيل مستشفى البحرية من الدرجة الثالثة ميلسون جيه باكوس، عريف لانس جيري إي شوماتي جونيور، جندي من الدرجة الأولى جون جيه جودكا، وعريف لانس تايلر إيه جاكسون، عريف لانس جيسون فينلي. كما تضمنت التهم الخطف والتآمر والإدلاء بتصريحات رسمية كاذبة والسرقة.

### تحقيقات أخرى
بعد وقت قصير من ظهور الحادث، تعتزم لجنتا القوات المسلحة في مجلسي النواب والشيوخ عقد جلسات استماع في أحداث الحمدانية ومذبحة حديثة. ومع ذلك اعتبارًا من 2007 لم يُعلن عن أي جلسات استماع.
في سياق التحقيق العسكري، وُجّهت تهم هجومية إضافية ضد هاتشينز وشوماتي وتوماس، وكذلك ضد ثلاثة آخرين من مشاة البحرية من الكتيبة نفسها لم يشاركوا في جريمة القتل المزعومة، والتي أُسقطت جميعًا في وقت لاحق. ولم يُتهم الرقيب أول سابيو أ. لوزانو والعريف جيسون فينلي بارتكاب أي جرائم. ومن المتوقع أيضا أن يواجه ضابط مشاة البحرية السابع، وهو ضابط مشاة، اتهامات بالاعتداء. ويتوقع محام مطلع على التحقيق العسكري أن تكون التهم متعلقة باستخدام العنف الجسدي لانتزاع معلومات من المتمردين المشتبه بهم في منطقة الحمدانية.
كشفت تقارير لاحقة أن تهم الاعتداء هذه التي أُسقطت جميعها، كانت مرتبطة بأنشطة وقعت قبل نصف شهر في 10 أبريل / نيسان 2006، في حمدانية أيضًا، حيث تعرض ثلاثة مدنيين بوحشية من قبل أفراد مشاة البحرية الأمريكية. تم الكشف عن أن ضابط البحرية هو الملازم الثاني. ناثان ب. فان، الذي اعترف لاحقًا بأنه ضرب المدنيين إلى درجة كاد أن يقتلهما، خنق اثنين منهم ووضع مسدس خدمة محشو من طراز M9 في فم المدني الثالث. كما أن فان متهم بالإدلاء ببيان رسمي كاذب. يقول محامي فان أن جميع التهم لا أساس لها.

### الجلسات الأولية
في 30 أغسطس / آب 2006، بدأت جلسات استماع عسكرية منفصلة لماجينكالدا وجودكا بموجب المادة 32 من القانون الموحد للقضاء العسكري في عدة تهم لكل منهما، بما في ذلك القتل العمد. أوصت التقارير التي تم إرجاعها بمحكمة عسكرية عامة (تقرير IO الخاص بـ ماجينكالدا ليس توصيات محددة بتهم محددة للمحكمة العسكرية).
وكان من المتوقع أن يعقد أعضاء آخرون في الفرقة المتهمون في حادثة حمدانية جلسات استماع بموجب المادة 32 في سبتمبر / أيلول وأكتوبر / تشرين الأول 2006.
تعتبر جلسات الاستماع بموجب المادة 32 مماثلة لتحقيقات هيئة المحلفين الكبرى من حيث أنها تعمل على تحديد ما إذا كانت هناك أدلة كافية لدعم المحاكمة. بدلاً من هيئة المحلفين، سيتم اتخاذ القرار من قبل الضابط الرتب في كامب بندلتون، اللفتنانت جنرال جيمس ماتيس، بناءً على توصية من ضابط التحقيق.
وفقًا لغاري دين سوليس، الأستاذ في مركز القانون بجامعة جورج تاون والمدعي العام السابق لسلاح البحرية، من المحتمل أن يتمكن المدعون من إقناع واحد على الأقل من أعضاء الفرقة الثمانية بالتعاون مع الوعد بعقوبة مخففة، مثل بعض يحتمل أن يواجهوا عقوبة الإعدام. في 4 أكتوبر 2006، كشف باكوس من خلال محاميه إرميا سوليفان أنه سيشهد ضد المتهمين في مشاة البحرية. لم يُفصح عن تفاصيل صفقة الإقرار بالذنب وشهادته المدعومة في ذلك الوقت. من المتوقع أن يعترض محامو الدفاع على الشهادة التي يُزعم الحصول عليها تحت الإكراه باعتبارها غير جديرة بالثقة، وأن يجادلوا أيضًا بأن الروايات العراقية عن الحادث مشبوهة أيضًا.
على الرغم من تصريحات الدفاع بأن جلسات استماع موكليهم بموجب المادة 32 أظهرت نقاط ضعف في قضية النيابة، في 25 سبتمبر / أيلول 2006، أوصى ماتيس بأن يواجه جودكا وشوماتي وماجينكالدا محاكمة عسكرية عامة بتهمة القتل. وبحسب تصريحات ماتيس الرسمية، لم يعد المتهمون يواجهون عقوبة الإعدام.

### شهادة الضابط الصغير باكوس
في 7 تشرين الأول (أكتوبر) 2006، توصل المدعون العسكريون إلى اتفاق مع الضابط الصف الثالث ميلسون جيه باكوس، يتم بموجبه تحويل التهم الموجهة إلى رجل السلك إلى الاختطاف والتآمر مقابل الإدلاء بشهادته.
وفقًا لباكوس، انطلق جنود المارينز في تلك الليلة للقبض على أحد المتمردين الذي أُسِر وإطلاق سراحه عدة مرات. لقد وافقوا مقدمًا إذا لم يتمكنوا من الحصول على المتمردين، فإنهم «سيحصلون على شخص آخر». طرقًا على باب أحد المنازل، أخذوا بندقية أيه كيه-47 الخاصة بمالك المنزل ومجرفة من فناء منزله. توجهوا إلى منزل آخر تبين أنه منزل الرجل العراقي المجهول الهوية. ويُزعم أنهم أخذوا هذا الرجل من منزله وقيّدوا يديه وقدميه ثم وضعوه في حفرة. فتحت الفرقة النار على هذا الرجل بينما قام هاتشينز بالاتصال بمركز القيادة يطلب الإذن بإطلاق النار على أحد المتمردين. وفي الوقت نفسه، أطلق باكوس رصاصة من طراز أيه كيه-47 في الهواء لمحاكاة صوت القتال. بعد أن أطلقت المجموعة النار على هذا الرجل من مسافة بعيدة، أطلق هاتشينز ثلاث طلقات في رأسه. أطلق توماس سبع إلى عشر طلقات أخرى على صدره للتحقق من وفاته. ثم ضغط بنينجتون بصمات عوض على مجرفة وبندقية أيه كيه-47 كانوا قد أحضروه لتوريطه على أنه متمرد.

### التماس وعقوبة مؤامرة شوماتي
في تشرين الثاني (نوفمبر) 2006، سُجن العريف العسكري جيري شومات لمدة 21 شهرًا بعد أن أقر بالذنب في الاعتداء الجسيم على رجل عراقي قُتل في بلدة حمدانية في أبريل / نيسان. كما اعترف شومات بالتآمر لعرقلة العدالة. ومقابل إقراره بالذنب، أسقطت التهم الأخرى بما في ذلك القتل والخطف والاعتداء والتآمر. خلال شهادته في كامب بندلتون في كاليفورنيا، قال شوماتي إن الفرقة كانت تبحث عن عراقيين يزرعون العبوات الناسفة عندما وافق الرجال على خطة لقتل متمرّد معروف. قال شوماتي إن أربعة من كتيبة الفصيل الثاني من سرية كيلو من الكتيبة الثالثة في معسكر بندلتون، فوج مشاة البحرية الخامس غادروا لاختطافه. عندما عادوا مع سجين، اعتقد أنه «أمره بإطلاق النار» من قبل قائد المجموعة وأطلق ما بين 10 و20 طلقة على المحتجز. لم يصدر قائد الفريق مثل هذا الأمر ليتم اتباعه، وكان على الجانب الآخر من القرية تحت النار مع اثنين من مشاة البحرية الآخرين. وقد اتُهم ثمانية رجال في الأصل بخطف الرجل العراقي ومحاولة التستر على مقتله من خلال زرع مسدس ومجرفة بجوار جسده ليبدو وكأنه كان يزرع قنابل. اختُطف من منزله بعد أن تعذر العثور على المتمرد المشتبه به. ويخضع مشاة البحرية الأمريكيون الآخرون المتمركزون في كامب بندلتون للتحقيق بشأن حادث منفصل وقع في نوفمبر تشرين الثاني 2005 قتل فيه 24 مدنيا في بلدة حديثة العراقية. (نورث كاونتي تايمز وتقارير أخرى على الإنترنت، 22 نوفمبر / تشرين الثاني 2006) حتى أبريل / نيسان 2009، لا يزال 3 من مشاة البحرية الحديثة فقط يواجهون أي اتهامات على الإطلاق.

### صفقة التماس بينينجتون والحكم عليه
في 18 فبراير 2007، تمت محاكمة الجندي الخامس من مشاة البحرية، لانس العريف. روبرت بنينجتون، حكم عليه بالسجن ثماني سنوات بعد موافقته على الإقرار بالذنب في تهم التآمر والاختطاف. ومقابل شهادته التعاونية ضد المتهمين الثلاثة الباقين، أسقط المدعون تهمًا إضافية بالقتل والسرقة واقتحام المنازل. خُفّضت العقوبة الأولية من 14 سنة إلى ثماني سنوات مقابل تعاونه. قضى بنينجتون بضعة أشهر من العقوبة لدوره في القتل وحصل على عفو وأفرج عنه من السجن في 11 أغسطس 2007.

### وجد هتشينز مذنبا بارتكاب جريمة قتل
في 2 أغسطس 2007، الرقيب. تم العثور على لورنس ج.هتشينز الثالث مذنبا بارتكاب (* القتل العمد) من قبل هيئة محلفين عسكرية. بالإضافة إلى ذلك، أُدين هوتشينز أيضًا بالتآمر لارتكاب جريمة قتل، والإدلاء ببيان رسمي كاذب والسرقة. تمت تبرئته من تهم الخطف والاعتداء واقتحام منزل. وحُكم عليه بالسجن 15 عامًا عسكريًا لدوره في القضية. هذا هو أطول حكم يُمنح لأي من المتآمرين في هذه القضية والحبس الإضافي الوحيد الممنوح لأي من المارينز الثلاثة الذين قدموا للمحاكمة في هذه القضية: هتشينز وتوماس وماجينكالدا، كما ورد في عدد 3 أغسطس من كاليفورنيا. نورث كاونتي تايمز. اللفتنانت جنرال. رفض صمويل هيلاند، القائد العام للقيادة المركزية للقوات البحرية الأمريكية، طلبًا بإصدار عفو عن هوتشينز، لكنه خفف العقوبة إلى 11 عامًا. يقضي هوتشينز عقوبته في ثكنات الولايات المتحدة التأديبية في فورت ليفنوورث أثناء متابعة الاستئناف.

### الانقلاب وإعادة المحاكمة
في عام 2010، ألغيت إدانة هوتشينز في أبريل 2010 بسبب الفصل غير المناسب لأحد محاميه قبل المحاكمة. في عام 2013، نظرًا لأنه لم يتم توفير مستشار قانوني له عند سؤاله واستُجوب بدون محام بعد أن طلب ذلك، ألغت محكمة استئناف القوات المسلحة الأمريكية إدانة هوتشينز. في عام 2015، بعد بيان أدلى به وزير البحرية راي مابوس، أمر الفريق روبرت نيلر بإجراء محاكمة جديدة.
في 17 يونيو 2015، أدين هتشينز مرة أخرى من قبل هيئة محلفين عسكرية، وأدين بقتل هاشم إبراهيم عوض والتآمر والسرقة، بينما تمت تبرئته بتهمة تزوير بيان رسمي.

## روابط خارجية
- الحمدانية / إعدام هاشم الزوبعي - أرشيف وثائقي
- صفحة غرفة المقاصة للجيش الأمريكي حول التحقيقات في جرائم الحرب في العراق، بما في ذلك حادثة حمدانية
- بيان صحفي أولي لـ USMC في 24 مايو 2006
- 'لا شك' قتل العراق كان جريمة قتل على يد تورنتو ستار في 29 مايو 2006
- زعماء الولايات المتحدة قلقون من عمليات القتل في العراق من قبل وكالة الأنباء الفرنسية في 2 يونيو / حزيران 2006
- الجيش يتهم 8 في مقتل مدني عراقي من قبل صحيفة نيويورك تايمز في 2 يونيو / حزيران 2006
- عائلة عراقية تروي جانبها من القصة[وصلة مكسورة]  بقلم نانسي أ. يوسف من نايت ريدر 3 يونيو / حزيران 2006
- أخطأ مشاة البحرية في تسمية بلدة عراقية قتل فيها مدني[وصلة مكسورة]  بقلم نايت رايدر في 5 يونيو 2006
- استراتيجية الدفاع عن حمدانيا تبدأ في الانهيار (تحليل) بقلم كريس روتش من مؤسسة مستقبل الأمريكتين، 30 أغسطس / آب 2006